# Max Foster
Max Foster (nacido el 30 de octubre de 1972) es presentador y corresponsal de CNN International, con sede en Londres.

## Educación
Foster pasó la mayor parte de su infancia en Wiltshire, Inglaterra, donde asistió a The Ridgeway School y Sixth Form College y Dauntsey's School , Devizes. Foster leyó Administración de Empresas en la Universidad de Cardiff y completó un Diploma de Postgrado en Periodismo de Radiodifusión en Highbury College, Portsmouth. 

## Carrera temprana
Foster comenzó su carrera a la edad de dieciséis años en Hospital Radio Swindon con su propio programa de entretenimiento semanal. En la Universidad de Cardiff, trabajó como reportero para 'Rave' en BBC Radio Wales y BBC Radio Five, presentado por Rob Brydon. En la escuela de posgrado de periodismo, hizo una colocación de trabajo en BBC Wiltshire Sound en Swindon y permaneció allí durante dos años. En 1997, Foster fue transferido al Servicio Mundial de la BBC como presentador-reportero de negocios y trabajó en su programa insignia Newshour. Foster se hizo un nombre cubriendo la crisis financiera asiática y, a la edad de 24 años, comenzó a organizarInforme de negocios mundiales (BBC World Service) . En 2000, Foster se unió a los programas de negocios de BBC TV y se quedó. Se presentó para Business Breakfast, BBC World y Working Lunch antes de ocupar un puesto de tiempo completo en BBC Breakfast. Tenía una seguridad exclusiva en la banca por Internet que obligó a Abbey National (ahora Santander ) a cerrar temporalmente su servicio en línea, Cahoot. También presentó las noticias de negocios y Breakfast Briefing junto a Moira Stuart.

## CNN
En 2005, Foster se unió a CNN International como Business Anchor y corresponsal con sede en Londres. Después de ofrecer una cobertura especial en torno a la mala salud del Papa Juan Pablo II, fue nombrado co-presentador permanente de CNN Today con Monita Rajpal, donde dirigió una cobertura especial de los principales eventos, incluido el estallido de la Guerra del Líbano de 2006 y el automóvil de Londres de 2007. bombas . Foster dio la noticia de que el huracán Katrina había causado una brecha en los diques alrededor de Nueva Orleans y ancló una transmisión simultánea en vivo de seis horas en CNN y CNN International durante los ataques de Mumbai en 2008. Foster siguió el desarrollo temprano del movimiento de arte callejero al informar sobre Banksy y Adam Neate. Su sincera y temprana entrevista con la exitosa autora Stephenie Meyer ha sido ampliamente citada en libros y revistas. 
In April 2009, Foster moved to European primetime where he interviewed all living Prime Ministers of the United Kingdom; other Prime Ministers including those of Iraq, Sweden and Haiti the presidents of the European Commission, Georgia and the Maldives; business leaders including Bill Gates, Alan Mulally, Jack Dorsey, Bob Dudley and Steve Jobs; and celebrities like Dolly Parton, Diddy, Keith Richards, Michael Cain, Carrie Underwood, Amitabh Bachchan and George Lucas. He devised a monthly show called Edit Room for CNN which went to air in June 2010 for a year. In it, he discussed news coverage with notable guests including Emma Thompson, P. J. O'Rourke and the photojournalist Tim Hetherington shortly before he was killed in Libya. In February 2013, Foster interviewed the Hollywood Actress Thandie Newton and she revealed the abuse she suffered on the casting couch as a teenager, a story that was picked up by other media. Another notable interview Foster conducted was with the Dean of St Paul's Cathedral the day before Margaret Thatcher's funeral. David Ison spoke of the hurt and anger left by the former Prime Minister which was picked up on the front page of The Times and in other news outlets
After reporting on the wedding of Prince William to Kate Middleton in 2011, Foster was given the additional title of Royal Correspondent. He traveled extensively with the couple and Prince Harry and secured several landmark royal interviews. In 2013 he interviewed Prince William shortly after the birth of his son, Prince George of Cambridge which made headlines worldwide. In 2015, he interviewed The Prince of Wales to mark ten years of marriage to The Duchess of Cornwall[50][51] and secured the first TV interview ever with The Duchess to mark her 70th birthday in 2017. In 2012 he interviewed Queen Margrethe II[53] to mark her 40th jubilee (described as "remarkable" by The Times - 14th Jan 2012). Other royal exclusives have been picked up by The Daily Mail and The Daily Telegraph Foster has been quoted by various newspapers including The Washington Post, The Australian and The Jakarta Post; and has been widely used as a royal commentator by the likes of ABC Radio National, BBC One (Diamond Jubilee special, 5 June 2012), Entertainment Tonight, Seven Network and BBC Radio Five Live (Breakfast, 19th Sept 2012).
En mayo de 2014, Foster fue ascendido a corresponsal de Anchor / London, reteniendo el escrito real pero también encabezando todos los asuntos del Reino Unido. En agosto de 2014, una fuente de seguridad británica le filtró información sobre los movimientos militares rusos durante la crisis de Ucrania. Una entrevista combativa en enero de 2015 con Bobby Jindal sobre la existencia de las llamadas "zonas prohibidas" en Londres fue ampliamente recogida por los medios estadounidenses. Durante la campaña presidencial de los Estados Unidos también desafió al republicano Donald Trump en su política exterior En febrero de 2015, Foster estaba en el aire informando sobre la identificación de Mohammed Emwazi (anteriormente "Jihadi John") cuando un error técnico mostró una imagen de Vladímir Putin. 
Foster presenta regularmente desde el campo las principales noticias y eventos importantes, incluido el referéndum de independencia de Escocia. las elecciones generales del Reino Unido de 2015 y 2017, el referéndum de membresía de la Unión Europea del Reino Unido de 2016 y el incendio de la Torre Grenfell.  También se ha basado en la escena de los ataques terroristas en toda Europa, incluidos los ataques de noviembre de 2015 en París, los bombardeos de Bruselas de 2016, el ataque de Niza de 2016, el ataque de Berlín de 2016, el ataque del Puente de Londres en junio de 2017 y el ataque de Estocolmo en 2017.
Desde mayo de 2017, Foster ha presentado 'CNN Talk with Max Foster', que se transmite simultáneamente en CNN International y Facebook. Es comentarista de asuntos de Estados Unidos para LBC, entrena anclas para afiliados de CNN y regularmente modera y organiza eventos públicos para personas como la Organización Mundial del Turismo de las Naciones Unidas.

## Vida personal
Foster vive en Berkshire con su esposa y sus tres hijos pequeños. Él es mitad sueco.
- Datos: Q6794765